# Saint-Remy-sous-Barbuise
Pour les articles homonymes, voir Saint-Remy.
Saint-Remy-sous-Barbuise est une commune française, située dans le département de l'Aube en région Grand Est.

## Géographie
|                       | Saint-Étienne-sous-Barbuise | Torcy-le-Grand |
| Les Grandes-Chapelles | Saint-Remy-sous-Barbuise    | Torcy-le-Petit |
|                       | Voué                        | Vaupoisson     |

L'autoroute des Anglais et la D 977 passent au territoire.

### Topographie
La forme était Saint-Rémy jusqu'au décret du 4 février 1919 qui autorisait l'adjonction de sous-Barbuisse, forme qui n'a aucune justification historique. Arbois de Jubainville dans son Répertoire archéologique du département de l'Aube, rédigé sous les auspices de la Société d'agriculture, sciences et belles-lettres du département cite  Saint-Remy-sous-Barbuise et Saint-Etienne-sur-Barbuise.
Le cadastre de 1827 cite au territoire : le Bois-de-l'Etang, Fringale, Hautvillers, Mazot, Morvilliers,le prieuré de Sainte-Berthe et Saint-Martin.

### Hydrographie
La commune est dans la région hydrographique « la Seine de sa source au confluent de l'Oise (exclu) » au sein du bassin Seine-Normandie. Elle est drainée par la Barbuise et divers autres petits cours d'eau,.
La Barbuise, d'une longueur de 36 km, prend sa source dans la commune de Luyères et se jette  dans l'Aube à Charny-le-Bachot, après avoir traversé douze communes. 

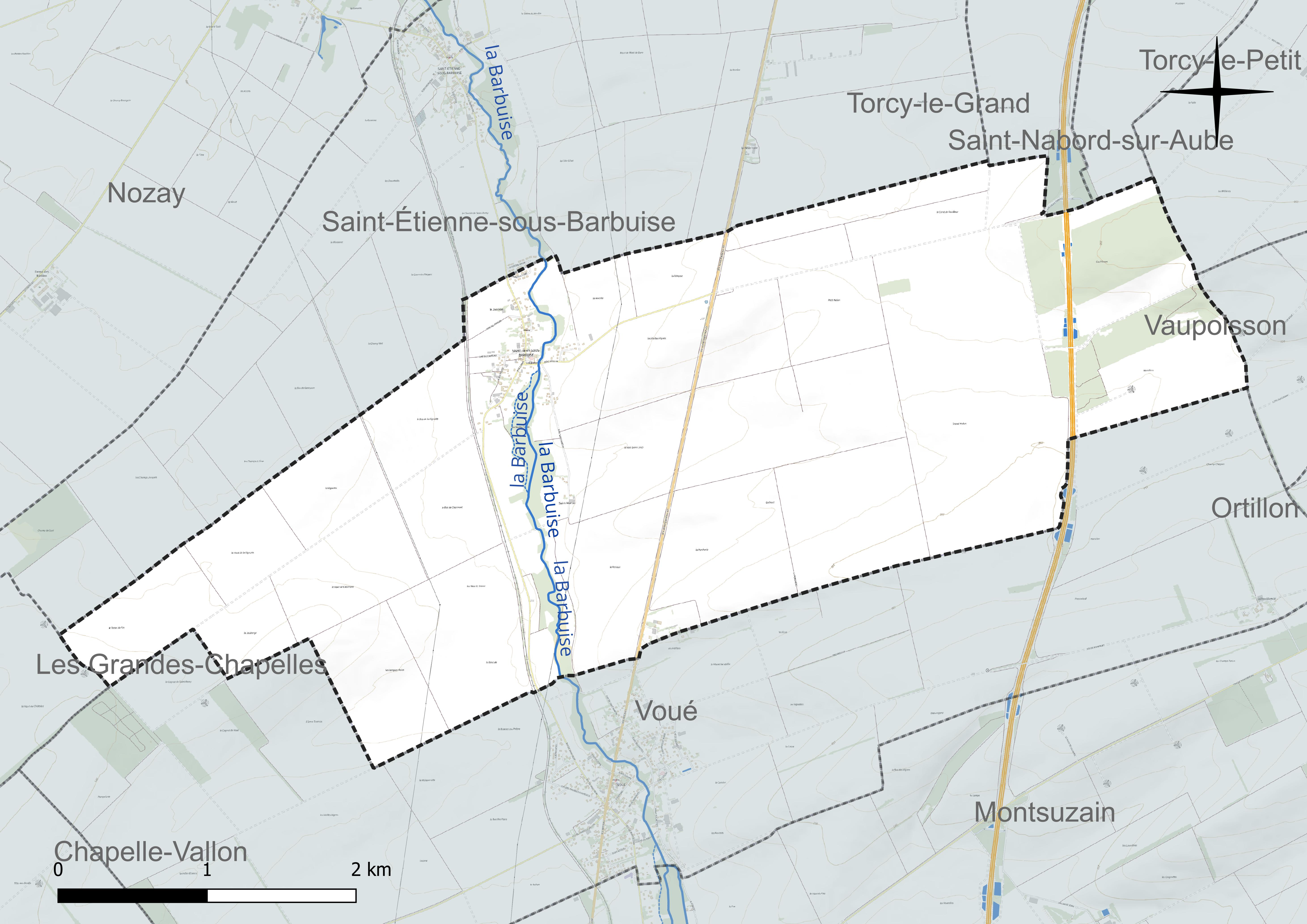
Réseau hydrographique de Saint-Remy-sous-Barbuise.

### Climat
Pour des articles plus généraux, voir Climat du Grand Est et Climat de l'Aube.
En 2010, le climat de la commune est de type climat océanique dégradé des plaines du Centre et du Nord, selon une étude du Centre national de la recherche scientifique s'appuyant sur une série de données couvrant la période 1971-2000. En 2020, Météo-France publie une typologie des climats de la France métropolitaine dans laquelle la commune est exposée à un climat océanique altéré et est dans la région climatique  Nord-est du bassin Parisien, caractérisée par un ensoleillement médiocre, une pluviométrie moyenne régulièrement répartie au cours de l’année et un hiver froid (3 °C). 
Pour la période 1971-2000, la température annuelle moyenne est de 10,7 °C, avec une amplitude thermique annuelle de 15,6 °C. Le cumul annuel moyen de précipitations est de 701 mm, avec 11,4 jours de précipitations en janvier et 7,9 jours en juillet. Pour la période 1991-2020, la température moyenne annuelle observée sur la station météorologique de Météo-France la plus proche, « Troyes-Barberey », sur la commune de Barberey-Saint-Sulpice à 17 km à vol d'oiseau, est de 11,3 °C et le cumul annuel moyen de précipitations est de 644,6 mm. 
La température maximale relevée sur cette station est de 41,8 °C, atteinte le 25 juillet 2019 ; la température minimale est de −23 °C, atteinte le 17 janvier 1985,,. 
Les paramètres climatiques de la commune ont été estimés pour le milieu du siècle (2041-2070) selon différents scénarios d'émission de gaz à effet de serre à partir des nouvelles projections climatiques de référence DRIAS-2020. Ils sont consultables sur un site dédié publié par Météo-France en novembre 2022.

## Urbanisme

### Typologie
Au 1er janvier 2024, Saint-Remy-sous-Barbuise est catégorisée commune rurale à habitat dispersé, selon la nouvelle grille communale de densité à 7 niveaux définie par l'Insee en 2022.
Elle est située hors unité urbaine. Par ailleurs la commune fait partie de l'aire d'attraction de Troyes, dont elle est une commune de la couronne,. Cette aire, qui regroupe 209 communes, est catégorisée dans les aires de 200 000 à moins de 700 000 habitants,.

### Occupation des sols
L'occupation des sols de la commune, telle qu'elle ressort de la base de données européenne d’occupation biophysique des sols Corine Land Cover (CLC), est marquée par l'importance des territoires agricoles (92,4 % en 2018), une proportion identique à celle de 1990 (92,4 %). La répartition détaillée en 2018 est la suivante : 
terres arables (90 %), forêts (7,6 %), zones agricoles hétérogènes (2,5 %). L'évolution de l’occupation des sols de la commune et de ses infrastructures peut être observée sur les différentes représentations cartographiques du territoire : la carte de Cassini (XVIIIe siècle), la carte d'état-major (1820-1866) et les cartes ou photos aériennes de l'IGN pour la période actuelle (1950 à aujourd'hui).

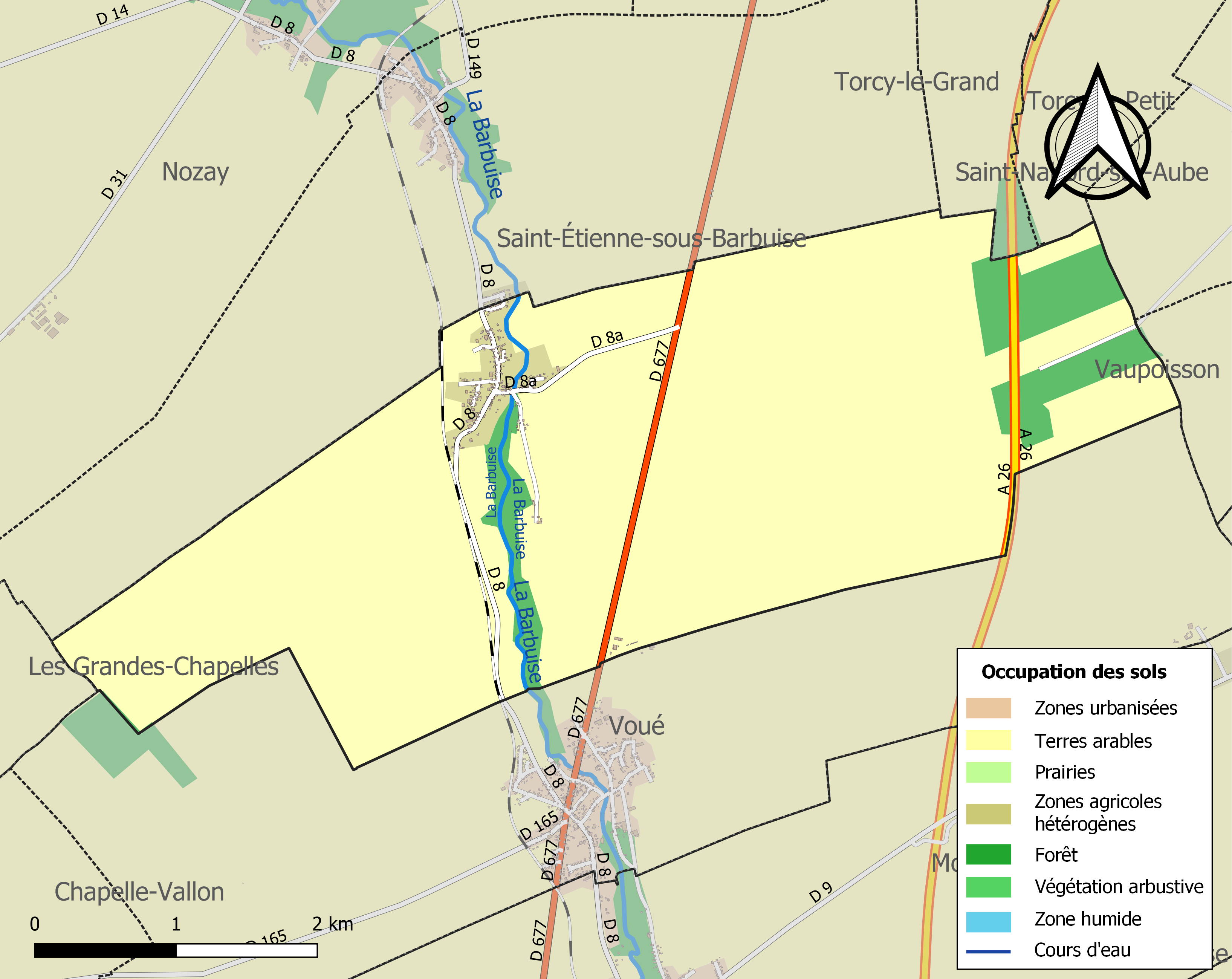
Carte des infrastructures et de l'occupation des sols de la commune en 2018 (CLC).

## Histoire
C'était un franc-alleu jusqu'en 1669 date à laquelle il fut inclus dans la baronnie du Vouldy.
En 1789, le village dépendait de l'intendance et de la généralité de Châlons, de l'élection et du bailliage de Troyes.

## Politique et administration
Du 29 janvier 1790 à l'An IX, Saint-Remy faisait partie du canton de Montsuzain.
| Période                                  | Période  | Identité             | Étiquette | Qualité     |
| ---------------------------------------- | -------- | -------------------- | --------- | ----------- |
| mars 2001                                | 2014     | Charles Bernard      |           |             |
| mars 2014                                | mai 2020 | Richard Lévêque      | DVD       | Agriculteur |
| mai 2020                                 | En cours | Jean-Claude Jacquier |           |             |
| Les données manquantes sont à compléter. |          |                      |           |             |

## Démographie
L'évolution du nombre d'habitants est connue à travers les recensements de la population effectués dans la commune depuis 1793. Pour les communes de moins de 10 000 habitants, une enquête de recensement portant sur toute la population est réalisée tous les cinq ans, les populations de référence des années intermédiaires étant quant à elles estimées par interpolation ou extrapolation. Pour la commune, le premier recensement exhaustif entrant dans le cadre du nouveau dispositif a été réalisé en 2005.

En 2022, la commune comptait 254 habitants, en évolution de +10,43 % par rapport à 2016 (Aube : +0,7 %, France hors Mayotte : +2,11 %).
| 1793 | 1800 | 1806 | 1821 | 1831 | 1836 | 1841 | 1846 | 1851 |
| ---- | ---- | ---- | ---- | ---- | ---- | ---- | ---- | ---- |
| 234  | 261  | 242  | 250  | 265  | 144  | 274  | 257  | 248  |

| 1856 | 1861 | 1866 | 1872 | 1876 | 1881 | 1886 | 1891 | 1896 |
| ---- | ---- | ---- | ---- | ---- | ---- | ---- | ---- | ---- |
| 267  | 266  | 270  | 258  | 237  | 223  | 212  | 203  | 198  |

| 1901 | 1906 | 1911 | 1921 | 1926 | 1931 | 1936 | 1946 | 1954 |
| ---- | ---- | ---- | ---- | ---- | ---- | ---- | ---- | ---- |
| 182  | 182  | 171  | 159  | 148  | 136  | 144  | 130  | 118  |

| 1962 | 1968 | 1975 | 1982 | 1990 | 1999 | 2005 | 2006 | 2010 |
| ---- | ---- | ---- | ---- | ---- | ---- | ---- | ---- | ---- |
| 117  | 103  | 95   | 146  | 151  | 140  | 138  | 144  | 190  |

| 2015 | 2020 | 2022 | - | - | - | - | - | - |
| ---- | ---- | ---- | - | - | - | - | - | - |
| 222  | 246  | 254  | - | - | - | - | - | - |

## Lieux et monuments
L'église Saint-Remy de Saint-Remy-sous-Barbuise était le siège d'une paroisse du doyenné d'Arcis et à la collation de l'évêque. Elle était aussi le siège d'un prieuré sous le vocable de Sainte-Berthe qui appartenait à l'abbaye d'Hautvilliers depuis, au moins 1508 après que ces bâtiments propres eurent disparu. Le bâtiment du XVIe siècle est sur une forme de croix latine. Son mobilier possède une statuaire :
- Vierge à l'Enfant[23] ;
- Sainte Marguerite[24] ;
- Sainte Radegonde[25] du XVIe siècle ; mais aussi
- Dalle funéraire de Barthélémy Thoinard[26] de 1752.

### Saint-Martin
Ancien hameau qui fait partie de Saint-Remy-sous-Barbuise depuis fort longtemps. Son église appartenait à l'abbaye de Molesme au moins depuis 1100. Elle est citée comme disparue depuis le pouillé diocésain de 1761. Le fief était divisé donc dépendant d'Arcis ou de Ramerupt ou encore de la baronnie de Vouldy qui était du roi en fonction des seigneurs.

## Personnalités liées à la commune
Charles Lalore, ecclésiastique et historien est enterré au cimetière.